# Timmermansparken
| Timmermansparken som den såg ut innan renoveringen 2011 sedd från Timmermansgatan. |  | Timmermansparken som den såg ut innan renoveringen 2011 sedd från Timmermansgatan. |
| Timmermansparken som den såg ut innan renoveringen 2011 sedd från Timmermansgatan. |  |                                                                                    |

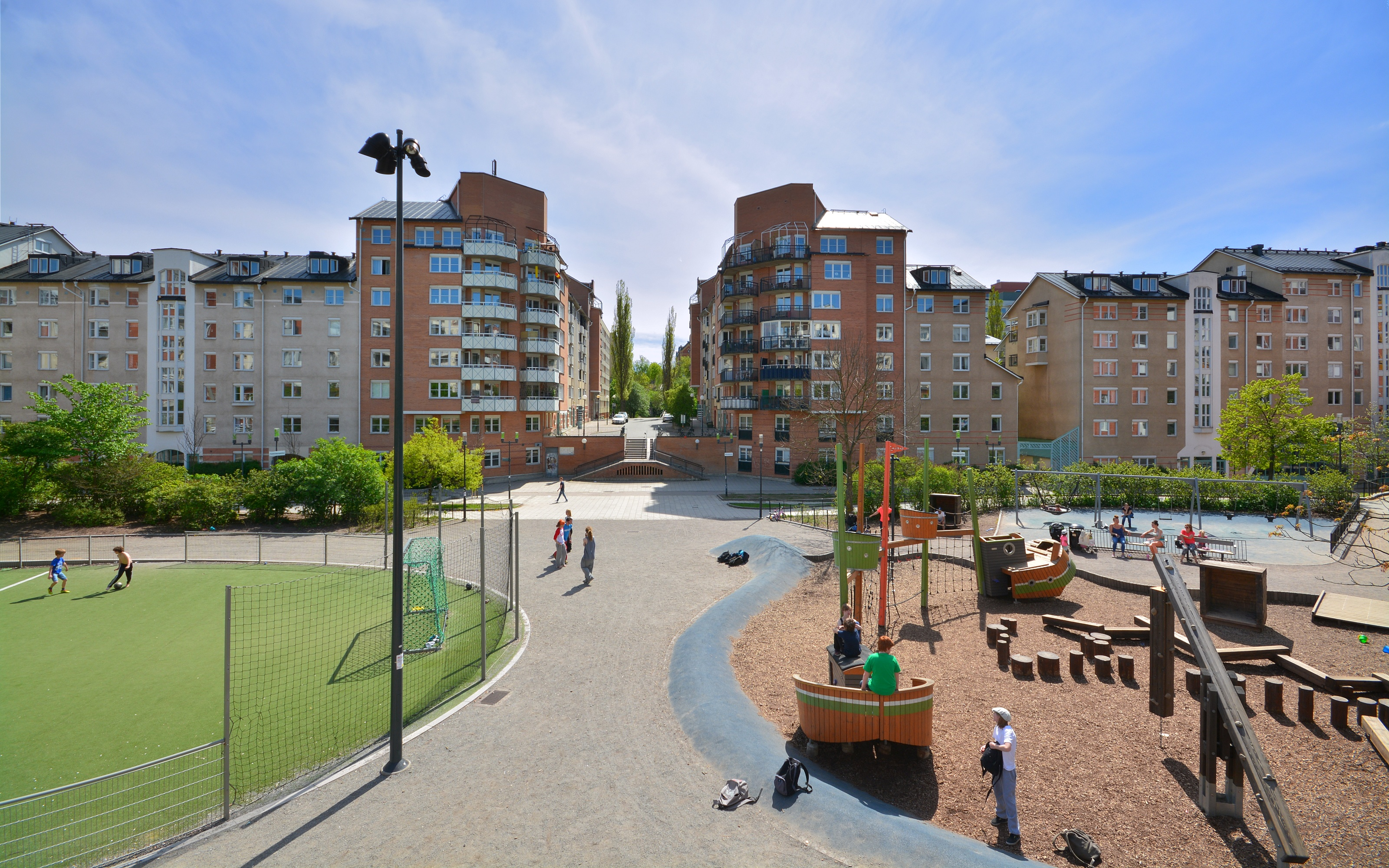
Timmermansparken 2014 efter renoveringen.

Timmermansparken är en park på Södermalm i Stockholm. Parken är rund med suddig gräns mot Södermalmsallén i söder. Den ligger vid Timmermansgatans södra ände. 
Timmermansparken anlades under 1980-talet i samband med att bostadsområdet Södra station byggdes, och byggdes senast om hösten 2011. I parken finns en lekplats med en angränsande fotbollsplan med konstgräs samt en bevuxen del med gräsmattor och planteringar.